# John Henry Schwarz
John Henry Schwarz (nacido en North Adams, Massachusetts, Estados Unidos en 1941) es un físico teórico estadounidense. Junto con Yoichiro Nambu, Holger Bech Nielsen, Gabriele Veneziano, Michael Green, Leonard Susskind, Edward Witten y Jöel Scherk es considerado como uno de los padres de la teoría de cuerdas.
Estudió matemáticas en la Universidad de Harvard y física teórica en la Universidad de California, donde su asesor de postgrado fue Geoffrey Chew. Durante varios años fue uno de los pocos físicos que consideraron la teoría de cuerdas como una teoría viable de la gravedad cuántica. Con Michael Green desarrolló el Mecanismo Green-Schwarz lo que provocó la primera revolución de supercuerdas en 1984, que contribuyó en gran medida a convertir a la teoría de cuerdas como una de las principales líneas de investigación en física teórica.
Schwarz fue profesor asistente en la Universidad de Princeton desde 1966 hasta 1972. Luego se trasladó al Instituto de Tecnología de California (Caltech), donde actualmente es el profesor de Física Teórica. Es miembro de la Academia Nacional de Ciencias y recibió la Medalla Dirac del Centro Internacional de Física Teórica en 1989, así como el Premio Dannie Heineman de Física Matemática de la Sociedad Americana de Física en 2002.
- Datos: Q710213